# Sportivo Atlético Club
El Sportivo Atlético Club, conocido como Sportivo Atlético Club Las Parejas o, simplemente, Sportivo Las Parejas es un club deportivo de la ciudad de Las Parejas, Santa Fe. Fue fundado un 18 de marzo de 1922 y sus actividades principales son el fútbol, básquet y tenis. En fútbol desde 2015 se desempeña en el Torneo Federal A, mientras que en básquetbol disputa el Torneo Nacional de Ascenso.
Otras disciplinas practicadas en el club son boxeo, patín, bochas, natación y hockey.
Su clásico rival es el club Atlético Argentino de Las Parejas, también posee una fuerte rivalidad entre las hinchadas con el club Atlético Almafuerte de las rosas que han tenido enfrentamientos a lo largo de la historia.

## Historia

### Inicios
Fue fundado el 18 de marzo de 1922. Sus primeros dirigentes fueron Juan Torassa como Presidente, Ricardo Grunauer como Secretario, y José Beltramo, Carlos Curioni y Eliseo Risso Patrón como suplentes.
En 1929 inauguró su estadio y se afilió a la Liga Regional Deportiva de Las Rosas, donde obtendría sus primeros campeonatos en 1938 y 1939, y desarrollaría su primer rivalidad con el club Almafuerte.
En 1945 se desafilió de la liga para afiliarse a la Liga Cañadense de Fútbol, donde 4 años después obtendría sus primeros 2 títulos. Su primer período de gran éxito se daría en los años '50 al obtener 3 campeonatos entre 1954 y 1957, luego sus conquistas serían más esporádicas.
Sin embargo, comenzaba el crecimiento institucional con la creación de la primera sede social durante la presidencia de Osvaldo Odisio en los años '60.
En 1983 comenzó la construcción de la sede

### Llegada a la AFA
A pesar de haber conseguido ser campeón de la liga, el derecho de acceder a los campeonatos de la AFA se vio postergado durante décadas debido a que la provincia contaba con representación en la asociación. A partir de los años '80 la liga comienza a tener representación y, a pesar del título obtenido en 1982, Sportivo no participa del Torneo Regional y, a pesar del título de 1992, tampoco participaría del Torneo del Interior.
Finalmente, el club haría su debut en su período más exitoso en la Liga: tras conseguir obtener el bicampeonato en 2003, se clasificó al Torneo Argentino B.
Su clasificación para la edición de 2004/05 fue fundamental debido a la creación de una quinta categoría para los equipos indirectamente afiliados, por lo que el club pasaría a ser estable de las competiciones.

### Descenso y retorno
Durante las primeras ediciones en el Argentino B, Sportivo había logrado un desempeño regular que no le había permitido competir por los ascensos pero lo dejaban lejos del descenso. Sin embargo, en la temporada 2006/07, un flojo desempeño lo dejó penúltimo en su zona y debió disputar una reválida para mantener la categoría, donde cayó ante Juventud Alianza, y fue relegado a la promoción. En el partido de ida en Salto consiguió una importante 1 a 1 que lo dejaba bien parado para el partido de vuelta, pero en Las Parejas terminaría cayendo por 3 a 1 ante Defensores de Salto, por lo que descendió al Torneo del Interior. En el certamen logró imponerse en la Primera Fase y en las llaves de la Segunda Fase hasta llegar a las finales por el ascenso, donde cayó ante Del Bono y fue relegado a la promoción. Allí se midió ante Sol de América, a quien venció por 2 a 1 en Las Parejas pero, tras caer por 1 a 0 en Formosa, no obtuvo el ascenso por la ventaja deportiva.
Si bien el club volvería a disputar únicamente la Liga Cañadense, el Consejo Federal decidió invitar al equipo, debido a la baja de La Plata, para la temporada 2008/09 del Argentino B.

### Debut en una copa nacional
El retorno del club al Argentino B permitió el crecimiento deportivo del equipo a nivel nacional, mejorando su desempeño en el certamen, pasando a competir en las instancias finales por el ascenso al Argentino A.
Su mejor desempeño se vio en la temporada 2009/10, donde consiguió llegar al pentagonal por el ascenso y llegó a la última fecha como favorito al ascenso, ya que jugaba de local y solo necesitaba ganar para asegurarse entre las 2 primeras posiciones y, si La Emilia no ganaba, obtendría el ascenso. Finalmente La Emilia fue derrotado por 2 a 1 ante Douglas Haig, pero Sportivo terminó cayendo por 2 a 1 ante Atenas. El ascenso quedó en manos del equipo de Pergamino, y la promoción fue para La Emilia.
| Pos. | Pentagonal A  | Pts. |
| ---- | ------------- | ---- |
| 1.°  | Douglas Haig  | 7    |
| 2.°  | La Emilia     | 7    |
| 3.°  | Atenas        | 7    |
| 4.°  | Sportivo (LP) | 6    |
| 5.°  | Huracán (CR)  | 1    |

Aunque conseguir el objetivo se vio postergado unos años más, no sucedió así con su debut en la reinaugural Copa Argentina, que volvía a disputarse tras 40 años e incluiría entre sus participantes  a todos los equipos del Argentino B. Sportivo hizo su debut el 7 de septiembre de 2011 ante Alumni en Villa María, donde quedó eliminado al caer por 3 a 1. Su primer avance en la copa se dio el 29 de octubre de 2013, al igualar con Barracas de Colón y vencer en los penales.

### Ascenso al Federal A
En 2014, el camino de Sportivo Las Parejas al Torneo Federal A arrancó en la Zona 7 del Federal B, compartiendo grupo con La Salle Jobson, Club Sanjustino, Club Atlético 9 de Julio, Club Sportivo Ben Hur, Unión De Sunchales, Club Atlético Belgrano y Viale Foot-Ball Club. El Lobo ganó 5 partidos, empató 6 y perdió 3.
| 1.º | Unión (S)       | 28 |
| 2.º | 9 de Julio (R)  | 21 |
| 3.º | Sportivo (LP)   | 21 |
| 4.º | Ben Hur         | 18 |
| 5.º | Belgrano (P)    | 17 |
| 6.º | Viale           | 14 |
| 7.º | Sanjustino      | 14 |
| 8.º | La Salle Jobson | 12 |

El 6 de septiembre de 2014 Sportivo Las Parejas le ganó a Viale Foot-Ball Club 3-0 de local en la fecha 1. El 14 de septiembre de 2014, en la Fecha 2
le iba a ganar a Unión de Sunchales 1-0 en Sunchales, en la fecha 3 seguía con la racha positiva ganándole a La Salle Jobson 4 a 0 en Las Parejas, en la fecha 4 iba a venir su primer empate en el torneo, fue 0 a 0 ante 9 de Julio de visitante, en la fecha 5 volvía a la victoria ganándole 3 a 0 a Ben Hur, en la fecha 6 volvía a empatar esta vez
frente a Sanjustino, la fecha 7 cerraría la primera rueda perdiendo 1 a 0 ante Belgrano (P).
En la fecha 8 va a empatar 0 a 0 con Viale Foot-Ball Club, la fecha 9 empataría 0 a 0 esta vez contra Unión De Sunchales,
en la fecha 10 volvía a la victoria contra La Salle Jobson ganándole 3-0, la fecha 11 empata de nuevo contra 9 de Julio 1 a 1, la penúltima fecha va a perder contra Ben Hur 1 a 0, en la fecha 13 va a perder otra vez ahora 1 a 0 contra Sanjustino, va a cerrar la primera fase en Paraná frente a Belgrano (P) empatando 1-1.
Terminó la primera fase en el tercer lugar cosechando así 21 puntos con 17 goles a favor y 6 goles en contra con una diferencia de +11, así clasificando directamente a la etapa final.
- ETAPA FINAL

- PRIMERA RONDA

En la primera ronda le iba a tocar Puerto General San Martín que también salió tercero en su zona. El partido de ida el local fue Puerto General San Martín, en el Polideportivo Municipal fue 0 a 0 y en la vuelta, en la La Fortaleza fue un contundente 4 a 0 a favor del Lobo.
| Local - Vuelta       | Global | Local - Ida               | Ida   | Vuelta |
| -------------------- | ------ | ------------------------- | ----- | ------ |
| Sportivo Las Parejas | 4 - 0  | Puerto General San Martín | 0 - 0 | 4 - 0  |

- SEGUNDA RONDA

El Lobo le iba a tocar Atlético Camioneros que venía de vencer en la ronda anterior a La Emilia en un global de 1-1 donde camioneros ganó por penales 4 a 2.
En el partido de ida se jugó en General Rodrigúez, donde Sportivo Las Parejas ganó 1 a 0, en la vuelta se jugaba en Las Parejas, El Lobo ganó 3 a 2 y se clasificó a la tercera ronda con un global de 4 a 2.
| Local - Vuelta       | Global | Local - Ida         | Ida   | Vuelta |
| -------------------- | ------ | ------------------- | ----- | ------ |
| Sportivo Las Parejas | 4 - 2  | Atlético Camioneros | 1 - 0 | 3 - 2  |

- TERCERA RONDA

Sportivo Las Parejas le tocaría jugar con Deportivo Achirense por el ascenso al Torneo Federal A, el partido de ida iba a ser en Colón y la vuelta en Las Parejas.
En el Estadio Guillermo Bonnín iban a empatar 0 a 0 dejando para la vuelta la llave abierta.
En la vuelta se jugaría en el estadio La Fortaleza cancha del lobo donde también iban a empatar 0 a 0 donde se iba a definir el ascenso en los penales.Sportivo Las Parejas ganaría 8 a 7 y ascendería por primera vez al Federal A
| Local - Vuelta       | Global        | Local - Ida         | Ida   | Vuelta |
| -------------------- | ------------- | ------------------- | ----- | ------ |
| Sportivo Las Parejas | (8) 0 - 0 (7) | Deportivo Achirense | 0 - 0 | 0 - 0  |

### Actualidad
El 22 de marzo hizo su debut en el Federal A 2015, con un triunfo por 4 a 1 en el Fortín de Ludueña ante Tiro Federal Argentino. Sin embargo, su campaña fue floja y no logró avanzar en la reválida, quedando afuera de la Copa Argentina, que a partir de la edición 2015/16 no incluiría a todos los participantes de las categorías de ascenso.
Sus próximas campañas en el Federal A fueron bastantes flojas, compitiendo en algunas de ellas por no descender, mientras que en otras consiguió superar la primera fase pero no logró dar pelea por los ascensos.
Mientras que por Copa Argentina, logró sus primeros triunfos en el certamen sobre Unión por 5 a 1 y 3 a 0 en Las Parejas y Sunchales, respectivamente, accediendo a la Fase Final por primera vez, donde caería ante Temperley.
Para 2019, en las categorías de ascenso hubo importantes cambios en paralelo al desempeño de Sportivo en el Federal A. En la edición 2019/20, venía logrando un buen desempeño, alcanzando el cuarto lugar de la zona norte a falta de pocas fechas, pero el certamen se vio truncado por la pandemia de covid-19. Con la vuelta de las competencias a finales de 2020, el equipo quedó rápidamente fuera de la pelea por el primer ascenso, mientras que por el segundo logró vencer en los penales a Olimpo por los octavos de final pero cayó ante Maipú, que conseguiría el ascenso, por los cuartos.
En 2021, consiguió quedar quinto de la zona, accediendo a las eliminatorias por el segundo ascenso, pero sería eliminado por Olimpo.
Para la Copa Argentina 2022, la AFA decidió que no hubiese fases previas, por lo que Sportivo, habiendo quedado entre los 5 mejores de su zona en la temporada anterior, accedió directamente a la Fase Final de la copa donde, por los 32avos de final, igualó con Unión pero cayó en penales.

## Hinchada
A la hinchada de Sportivo Las Parejas se la conoce como La Banda Perrera o La gloriosa banda del Lobo

## Clásico
El clásico de Sportivo Atlético Club es Argentino Atlético Club. Donde el Lobo lleva una paternidad sobre Argentino

## Estadio
Su primer estadio fue inaugurado en los terrenos de la Avenida 17, el 9 de julio de 1929.
El 4 de diciembre de 1994 se inauguró el estadio 4 de Septiembre.

## Jugadores

### Plantel 2025
- Actualizado el 23 de marzo de 2025

- Los equipos argentinos están limitados a tener un cupo máximo de seis jugadores extranjeros, aunque solo cinco podrán firmar la planilla del partido

#### Altas
| Verano                      |                |                            |          |
| Matías Caballero            | Guardameta     | Patronato de Paraná        | Préstamo |
| Emilio Rébora               | Guardameta     | Deportivo Llacuabamba      | Libre    |
| Alejo Villanueva            | Guardameta     | Atlético Pujato            | Libre    |
| Juan Albertinazzi           | Defensa        | Olimpo de Bahía Blanca     | Libre    |
| Agustín Arcando             | Defensa        | Colón de Santa Fe          | Libre    |
| Jerónimo Cabrera            | Defensa        | AC Montes de Oca           | Libre    |
| Facundo Fernández           | Defensa        | Sportivo Pocitos de Salta  | Libre    |
| Sebastián Hernández Le Pors | Defensa        | Real España                | Libre    |
| Nicolás Herranz             | Defensa        | Brown de Puerto Madryn     | Libre    |
| Sebastián Parisi            | Defensa        | Río San Juan Humi          | Libre    |
| Alejo Pereyra               | Defensa        | Atlético Carcarañá         | Libre    |
| Julián Taverna              | Defensa        | Liniers de Bahía Blanca    | Libre    |
| Martín Tolosa               | Defensa        | Sport Club Cañadense       | Libre    |
| Facundo Britos              | Centrocampista | Juventud Unida (G)         | Libre    |
| Ivo Cantadori               | Centrocampista | Atlético Sanford           | Libre    |
| Lautaro Gayoso              | Centrocampista | Atenas de Río Cuarto       | Libre    |
| Nadir Hadad                 | Centrocampista | Budoni                     | Libre    |
| Aarón Martínez              | Centrocampista | San Telmo                  | Libre    |
| Agustín Martínez            | Centrocampista | Central Córdoba de Rosario | Libre    |
| Lucas Núñez                 | Centrocampista | Atenas de Río Cuarto       | Libre    |
| Marcos Pérez                | Centrocampista | Ferro de General Pico      | Libre    |
| Fernando Ríos               | Centrocampista | América de Cañada de Gómez | Libre    |
| Lionel Segovia              | Centrocampista | Olimpo de Bahía Blanca     | Libre    |
| Nahuel Blanco               | Delantero      | Unión de Santa Fe          | Préstamo |
| Teo Cantadori               | Delantero      | Atlético Sanford           | Libre    |
| Facundo Cervantes           | Delantero      | Jorge Newbery (VT)         | Libre    |
| Ignacio González            | Delantero      | Ferro de General Pico      | Libre    |
| Alexander Leguizamón        | Delantero      | Susanense                  | Libre    |
| Gastón Martiré              | Delantero      | Atlético Carcarañá         | Libre    |
| Joel Piccinini              | Delantero      | Central Córdoba de Rosario | Libre    |
| Invierno                    |                |                            |          |
| -                           | -              | -                          | -        |

#### Bajas
| Verano              |                |                              |                  |
| Pablo Fernández     | Guardameta     | Puerto Nuevo                 | Fin de contrato  |
| Diego González      | Guardameta     | Unión de Santa Fe            | Fin del préstamo |
| Juan Cruz Nadal     | Guardameta     | Sol de Mayo de Viedma        | Fin de contrato  |
| Agustín Albano      | Defensa        | Atlético San Jorge           | Fin de contrato  |
| Fernando Godoy      | Defensa        | Agente libre                 | Fin de contrato  |
| Alan Luque          | Defensa        | Chaco For Ever               | Fin de contrato  |
| Matías Martínez     | Defensa        | Atlético Rafaela             | Fin de contrato  |
| Luca Pasinato       | Defensa        | Agente libre                 | Fin de contrato  |
| Santiago Strasorier | Defensa        | Colegiales                   | Fin de contrato  |
| Marcos Valor        | Defensa        | Sportivo Pocitos             | Fin de contrato  |
| Julián Acosta       | Centrocampista | Gutiérrez SC                 | Fin de contrato  |
| Lucio Almada        | Centrocampista | Gimnasia y Esgrima (Ch)      | Fin de contrato  |
| Martín Caballo      | Centrocampista | Defensores Unidos            | Fin de contrato  |
| Joaquín Iturrieta   | Centrocampista | Gimnasia y Esgrima (Ch)      | Fin de contrato  |
| Mariano Martínez    | Centrocampista | Atenas de Río Cuarto         | Fin de contrato  |
| Julián Mavilla      | Centrocampista | Belgrano de Córdoba          | Traspaso         |
| Mauro Ponce de León | Centrocampista | Douglas Haig de Pergamino    | Fin de contrato  |
| Alejo Porchietti    | Centrocampista | Williams Kemmis              | Fin de contrato  |
| Juan Bonet          | Delantero      | Mitre de Santiago del Estero | Fin de contrato  |
| Ciro Leineker       | Delantero      | Atlético Rafaela             | Fin del préstamo |
| Lucas Ricciotti     | Delantero      | Defensores Unidos            | Fin de contrato  |
| Esteban Zeballos    | Delantero      | Almirante Brown              | Fin de contrato  |
| Invierno            |                |                              |                  |
| -                   | -              | -                            | -                |

#### Cesiones
| Jugador    | Posición  | Destino           | Fin del préstamo |
| ---------- | --------- | ----------------- | ---------------- |
| Diego Díaz | Delantero | Unión de Santa Fe | 31-12-2025       |

## Palmarés

### Títulos locales
| Torneos Locales               | Torneos Locales | Torneos Locales |
| Competición                   | Títulos | Subcampeonatos  |
| ----------------------------- | --- | --------------- |
| Liga Cañadense de Fútbol (24) | 1949, 1950, 1954, 1955, 1957, 1966, 1982, 1992, 1995, 2003, 2003-II, 2005, 2006, 2007, 2011, 2011-II, 2013, 2013-II, 2014, 2014-II, 2015-II, 2016, 2018, 2018-II. (Récord) | Se desconoce.   |
| Copa Santa Fe (1/1)           | 2019. | 2016            |
| Campeón de Campeones (1/0)    | 1993. | -               |
| Torneos Nacionales            | |                 |
| Competición                   | Títulos | Subcampeonatos  |
| Cuarta División               | |                 |
| Argentino B / Federal B (1/0) | 2014. |                 |

## Datos del club

### Cronología lineal
- Temporadas en Primera División: 0
- Temporadas en Primera B Nacional: 0
- Temporadas en tercera categoría: 9
  - Temporadas en Torneo Federal A: 9 (2015-2022)
- Temporadas en cuarta categoría: 11
  - Temporadas en Argentino B: 10 (2003/04-2006/07, 2008/09-2013/14)
  - Temporadas en Torneo Federal B: 1 (2014)

- Participaciones en Copa Argentina: 8 (2011/12-2014/15, 2016/17-2022)

### Movilidad divisional
Ascensos
- En 2008 a Argentino B (por invitación)
- En 2014 a Federal A

Descensos
- En 2007 a Torneo del Interior

Goleadas
- A favor
  - En Torneo Argentino B: 5-1 vs Club Social y Deportivo La Emilia (2004)
  - En Liga Cañadense de Fútbol: 7-0 vs Atletic Club Montes de Oca (2015)

### Cronología por año
Cronología del club en categorías de la Asociación del Fútbol Argentino:
A partir de la temporada 1995/96, cada partido ganado sumó 3 puntos.
| Temp.   | Div. | Clubes | Pos.           | Pts            | PJ             | PG             | PE             | PP             | GF             | GC             | DG             |                | Copa Nacional                          | Copa Nacional | Copa Regional    | Copa Regional |
| ------- | ---- | ------ | -------------- | -------------- | -------------- | -------------- | -------------- | -------------- | -------------- | -------------- | -------------- | -------------- | -------------------------------------- | ------------- | ---------------- | ------------- |
| 2003/04 | 4ta. | 128    | 3E             | 22             | 12             | 6              | 4              | 2              | 18             | 9              | 9              | —              | —                                      | —             | —                |               |
| 2004/05 | 4ta. | 48     | 3°             | 33             | 20             | 10             | 3              | 7              | 32             | 23             | 9              | —              | —                                      | —             | —                |               |
| 2005/06 | 4ta. | 48     | 2°             | 30             | 20             | 8              | 6              | 6              | 35             | 25             | 10             | —              | —                                      | —             | —                |               |
| 2006/07 | 4ta. | 48     | Prom.          | 38             | 32             | 9              | 11             | 12             | 50             | 51             | -1             | —              | —                                      | —             | —                |               |
| 2008    | 5ta. | 252    | Prom.          | 36             | 20             | 10             | 6              | 4              | 31             | 14             | 17             | —              | —                                      | —             | —                |               |
| 2008/09 | 4ta. | 48     | 4°             | 41             | 30             | 10             | 11             | 9              | 33             | 31             | 2              | —              | —                                      | —             | —                |               |
| 2009/10 | 4ta. | 48     | 4°             | 57             | 36             | 17             | 8              | 11             | 58             | 46             | 12             | —              | —                                      | —             | —                |               |
| 2010/11 | 4ta. | 48     | SF             | 54             | 32             | 14             | 12             | 6              | 55             | 35             | 20             | —              | —                                      | —             | —                |               |
| 2011/12 | 4ta. | 60     | SF             | 52             | 34             | 12             | 16             | 6              | 52             | 39             | 13             | Copa Argentina | Segunda eliminatoria                   | —             | —                |               |
| 2012/13 | 4ta. | 100    | 2°             | 65             | 33             | 20             | 5              | 8              | 57             | 33             | 24             | Copa Argentina | Fase Preliminar                        | —             | —                |               |
| 2013/14 | 4ta. | 136    | 5°             | 26             | 18             | 6              | 8              | 4              | 25             | 16             | 9              | Copa Argentina | Fase Preliminar Regional II            | —             | —                |               |
| 2014    | 4ta. | 128    | C              | 33             | 20             | 8              | 9              | 3              | 25             | 8              | 17             | —              | —                                      | —             | —                |               |
| 2015    | 3ra. | 40     | 3F             | 45             | 32             | 12             | 9              | 11             | 38             | 40             | -2             | Copa Argentina | Fase preliminar regional Segunda etapa | —             | —                |               |
| 2016    | 3ra. | 35     | 2F             | 19             | 14             | 5              | 4              | 5              | 19             | 22             | -3             | —              | —                                      | —             | —                |               |
| 2016/17 | 3ra. | 36     | 3E             | 30             | 26             | 7              | 9              | 10             | 29             | 40             | -11            | Copa Argentina | Treintaidosavos de final               | Copa Santa Fe | Subcampeón       |               |
| 2017/18 | 3ra. | 39     | 2°             | 40             | 28             | 10             | 10             | 8              | 30             | 27             | 3              | Copa Argentina | Fase preliminar regional Primera fase  | Copa Santa Fe | Cuartos de final |               |
| 2018/19 | 3ra. | 36     | 3E             | 35             | 28             | 7              | 14             | 7              | 21             | 18             | 3              | Copa Argentina | Fase preliminar regional Primera fase  | Copa Santa Fe | Cuartos de final |               |
| 2019/20 | 3ra. | 30     | 4°             | 33             | 21             | 8              | 9              | 4              | 25             | 14             | 11             | Copa Argentina | Fase preliminar regional               | Copa Santa Fe | Campeón          |               |
| 2020    | 3ra. | 26     | 2F             | 4              | 8              | 0              | 4              | 4              | 9              | 15             | -6             | —              | —                                      | —             | —                |               |
| 2021    | 3ra. | 31     | EE             | 41             | 29             | 11             | 8              | 10             | 35             | 31             | 4              | —              | —                                      | —             | —                |               |
| 2022    | 3ra. | 34     | EE             | 46             | 33             | 12             | 10             | 11             | 33             | 35             | -2             | Copa Argentina | Treintaidosavos de final               | Copa Santa Fe | Cuartos de final |               |
| 2023    | 3ra. | 34     | Por disputarse | Por disputarse | Por disputarse | Por disputarse | Por disputarse | Por disputarse | Por disputarse | Por disputarse | Por disputarse | —              | —                                      | —             | —                |               |